# Liebfrauenkirche (Bremen)

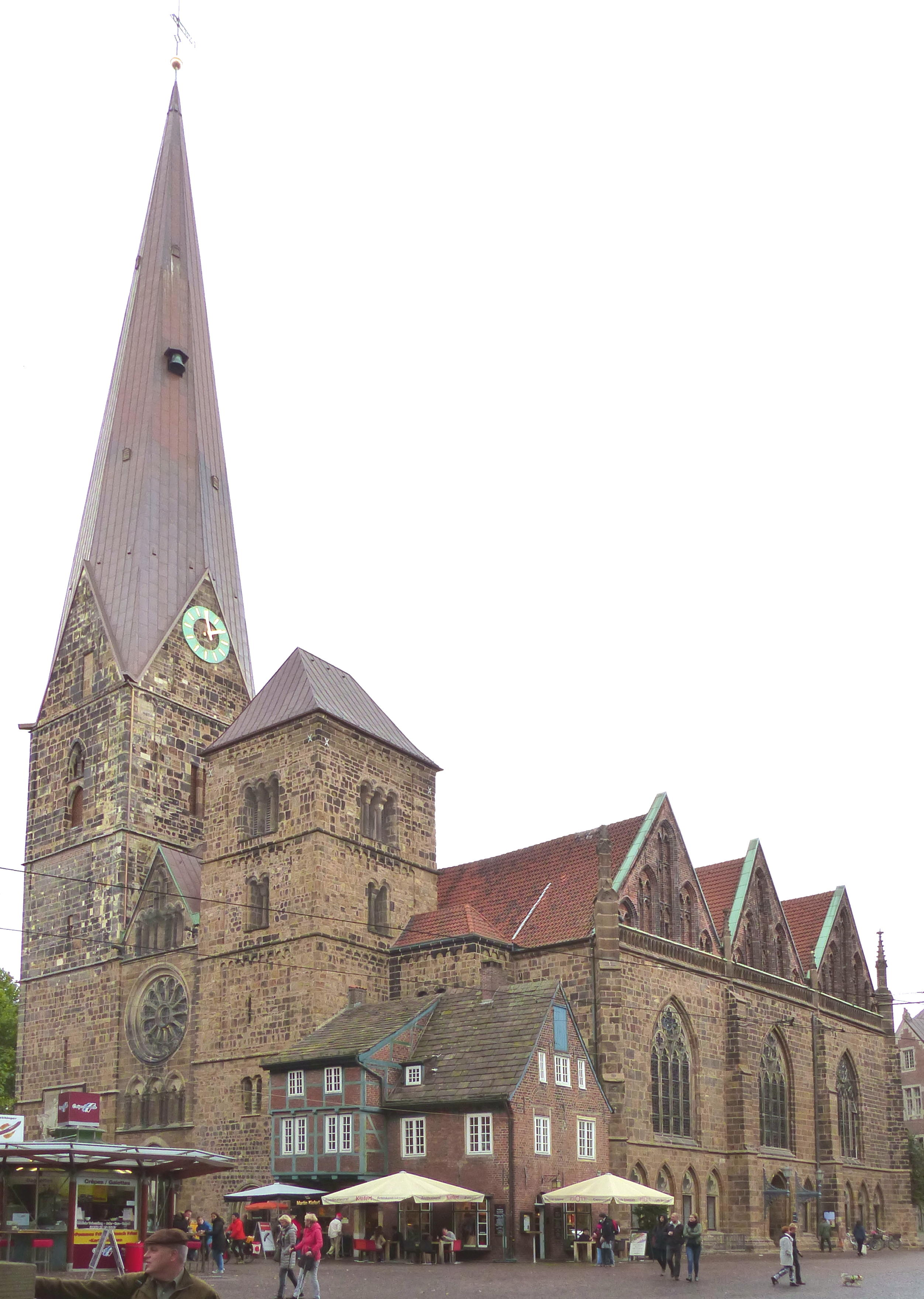
Liebfrauenkirche von Westen: Fassade zwischen den Türmen Ende des 19. Jh. umgestaltet, ebenso der untere Bereich der rechten Seitenfront

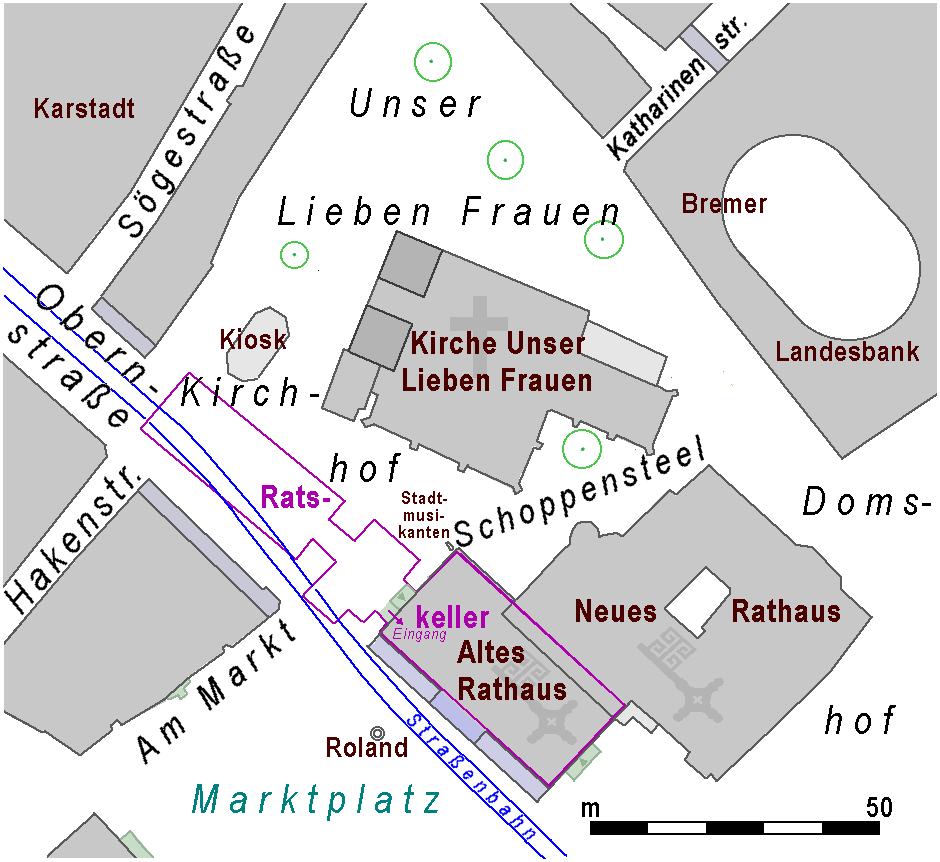
Liebfrauenkirche und Rathaus

Die Kirche Unser Lieben Frauen steht nordwestlich des Marktplatzes in Bremen am Platz Unser Lieben Frauen Kirchhof. Sie ist nach dem Dom die älteste Kirche der Stadt und war die erste Pfarrkirche außerhalb des Dombezirks, damit dann auch Ratskirche. Sie steht unter Denkmalschutz seit 1917.

## Geschichte

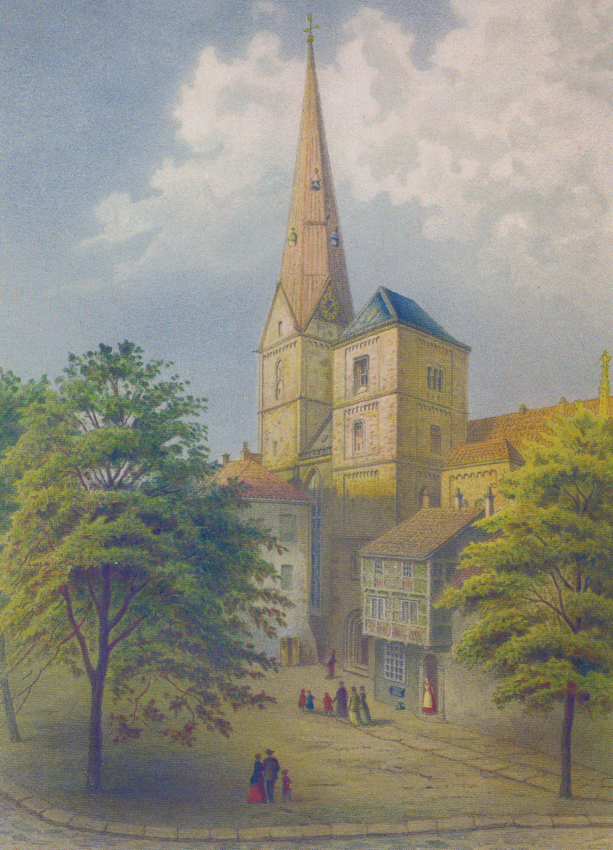
1876, zwischen den Türmen noch kein Giebel, keine Rosette, kein Portal

Die heutige evangelische Gemeinde der Kirche nennt sich selber Gemeinde von Unser Lieben Frauen. Der Platz um das Gebäude heißt offiziell Unser-Lieben-Frauen-Kirchhof und umgangssprachlich Liebfrauenkirchhof.

### Geschichten

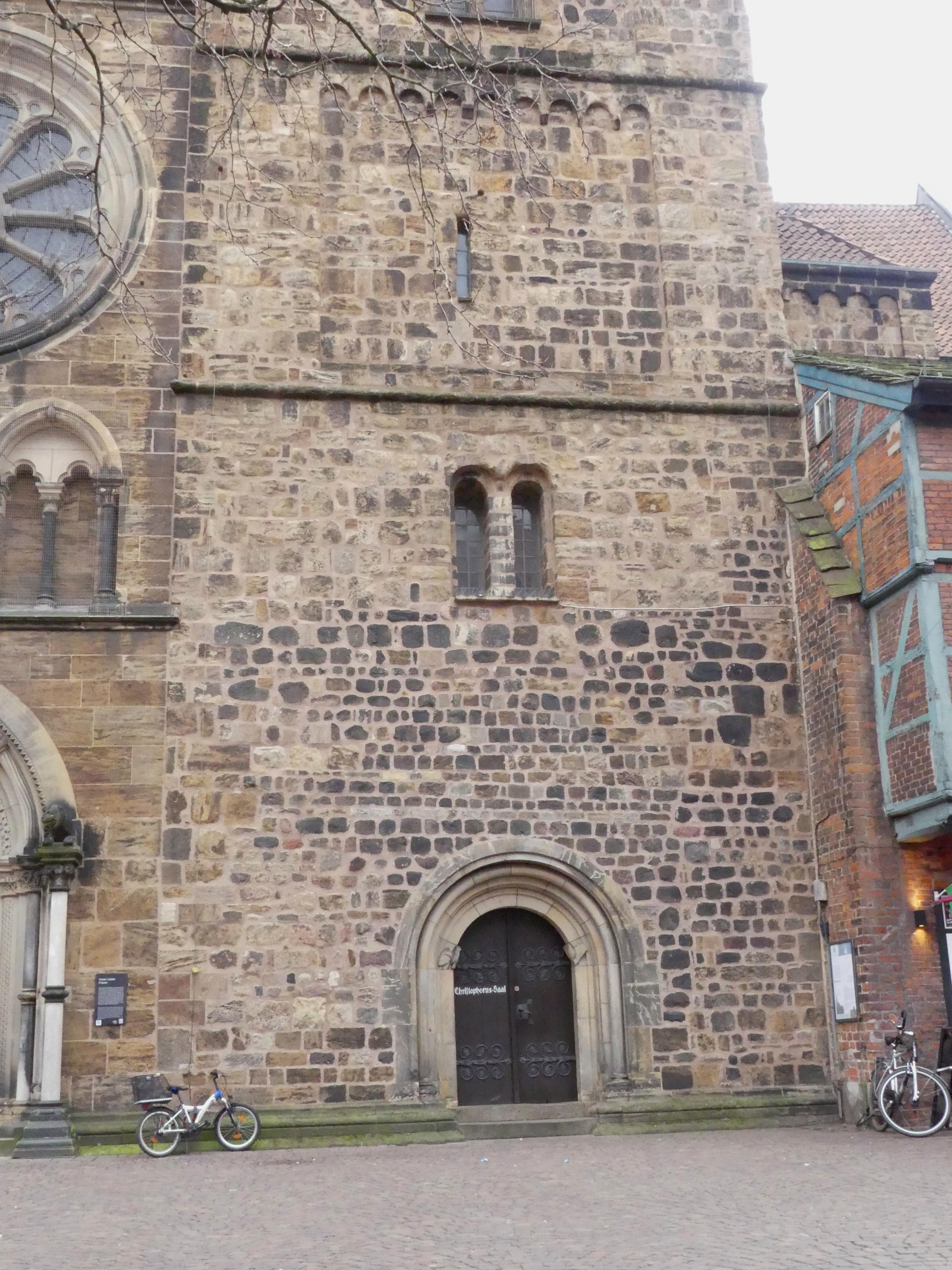
Südturm von Westen: Eckquader ordentlicher als Wandflächen; Turmportal Ende 19. Jh. verkleinert, dabei neue Feldsteinzone

### Vorgängerbauten unbekannter Gestalt

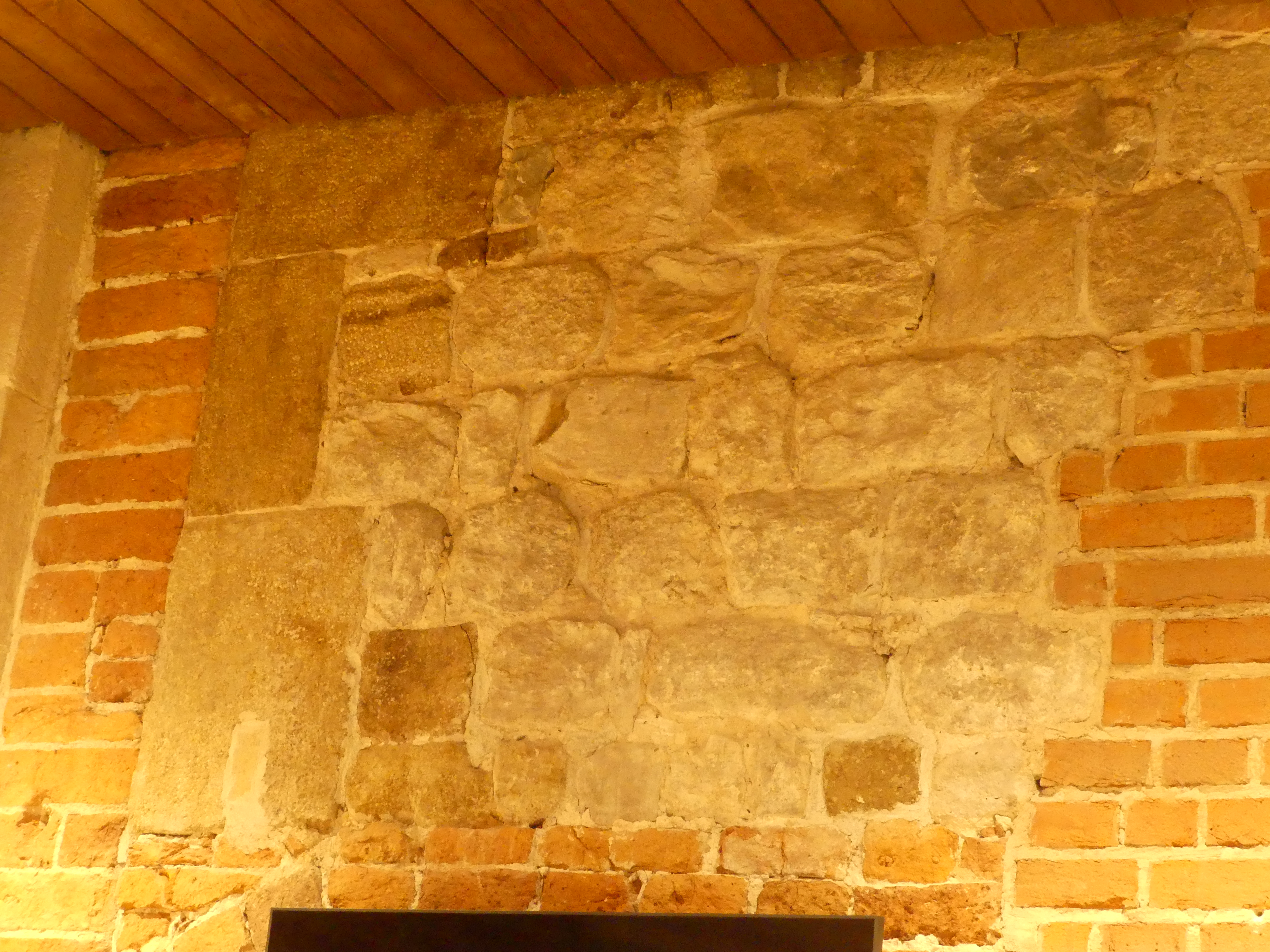
Eckquader an der linken Kante der Ostwand des Südturms

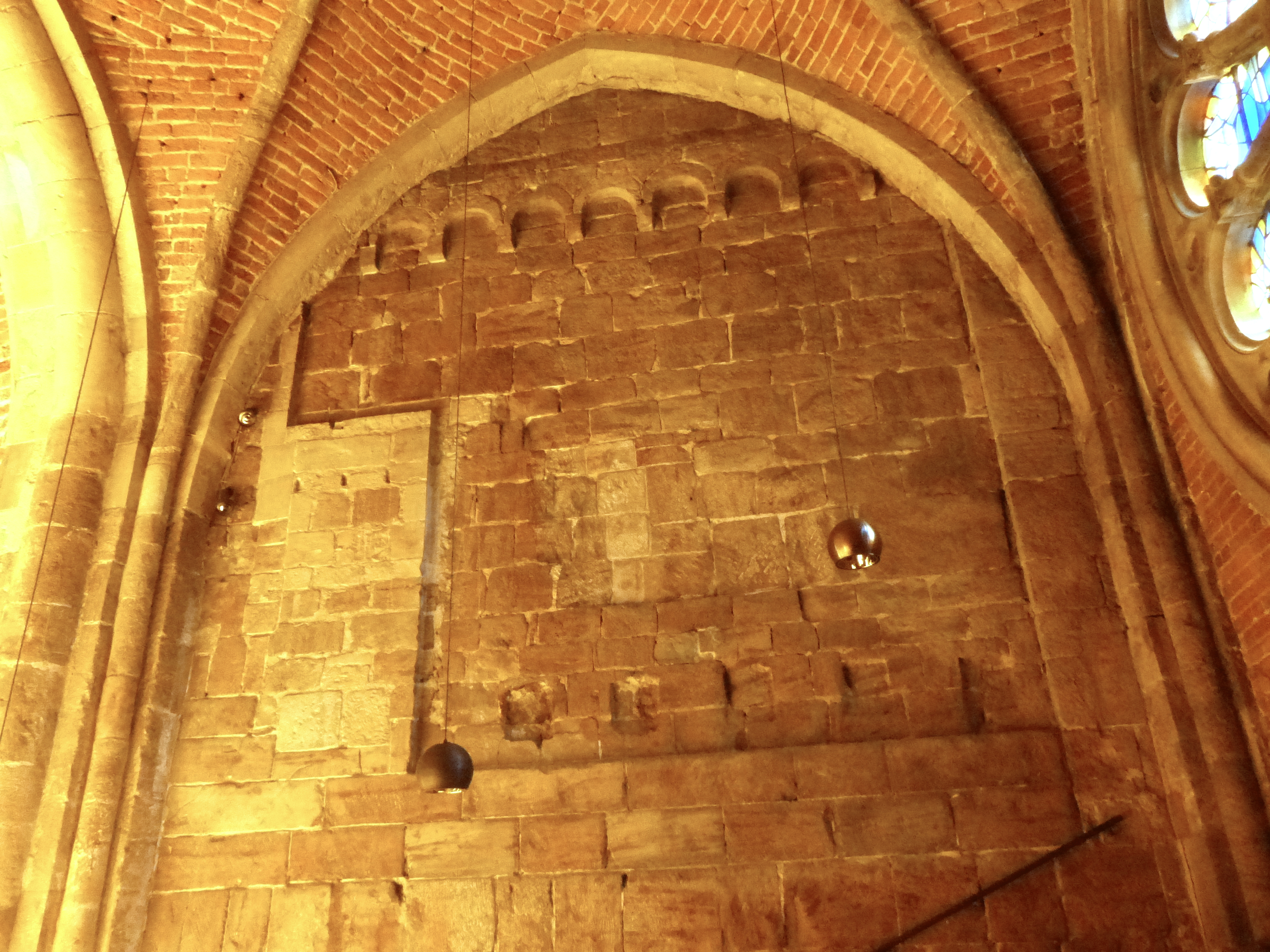
Vorderes Westjoch, Wand des Südturms: überall ordentliche Sandsteinquader, Balkenlöcher einer zeitweilig hier angebauten Holzdecke und eine wieder vermauerte Verbindungstür

### Hallenkirche

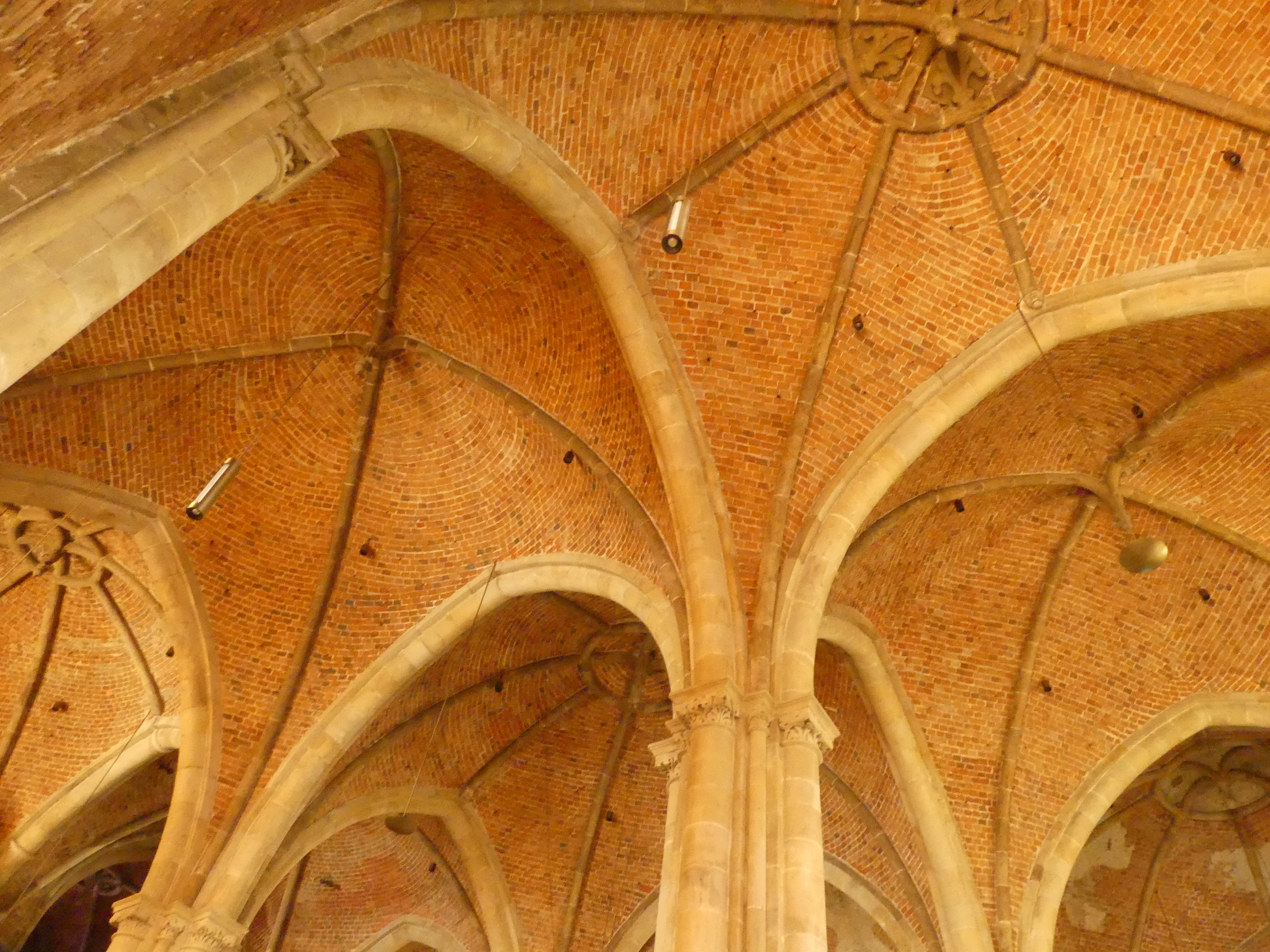
Oben das dekorierte Südostjoch, in der unteren Bildhälfte die drei untereinander gleichartigen achtrippigen Joche mit Scheitelringen ohne weiteres Dekor

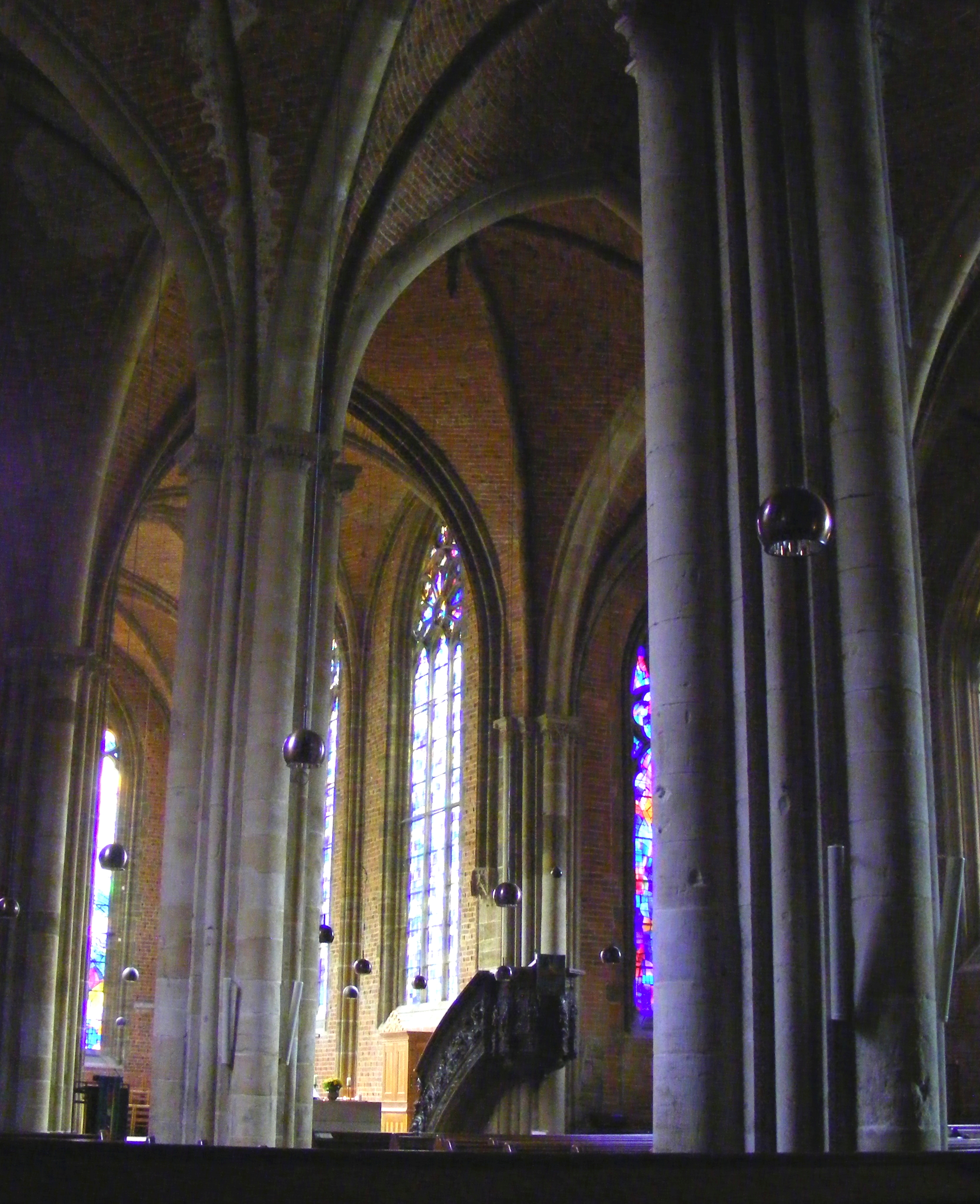
Chor und Kanzel, gesehen aus dem linken Seitenschiff
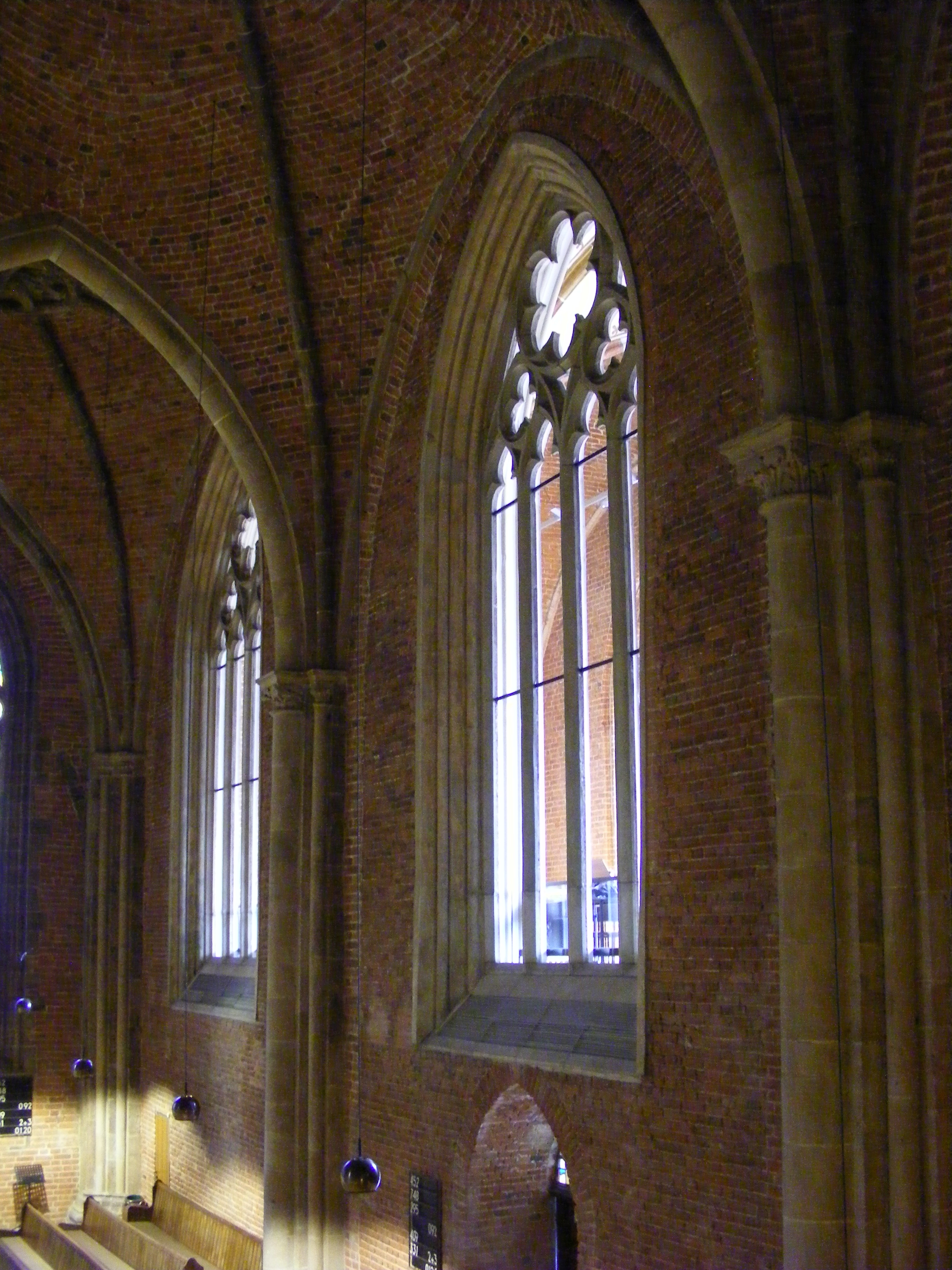
Inneres rechtes Seitenschiff: neugotische Maßwerkfenster zum äußeren Seitenschiff; in der Stirnwand Reste eines älteren Sandsteinbogens
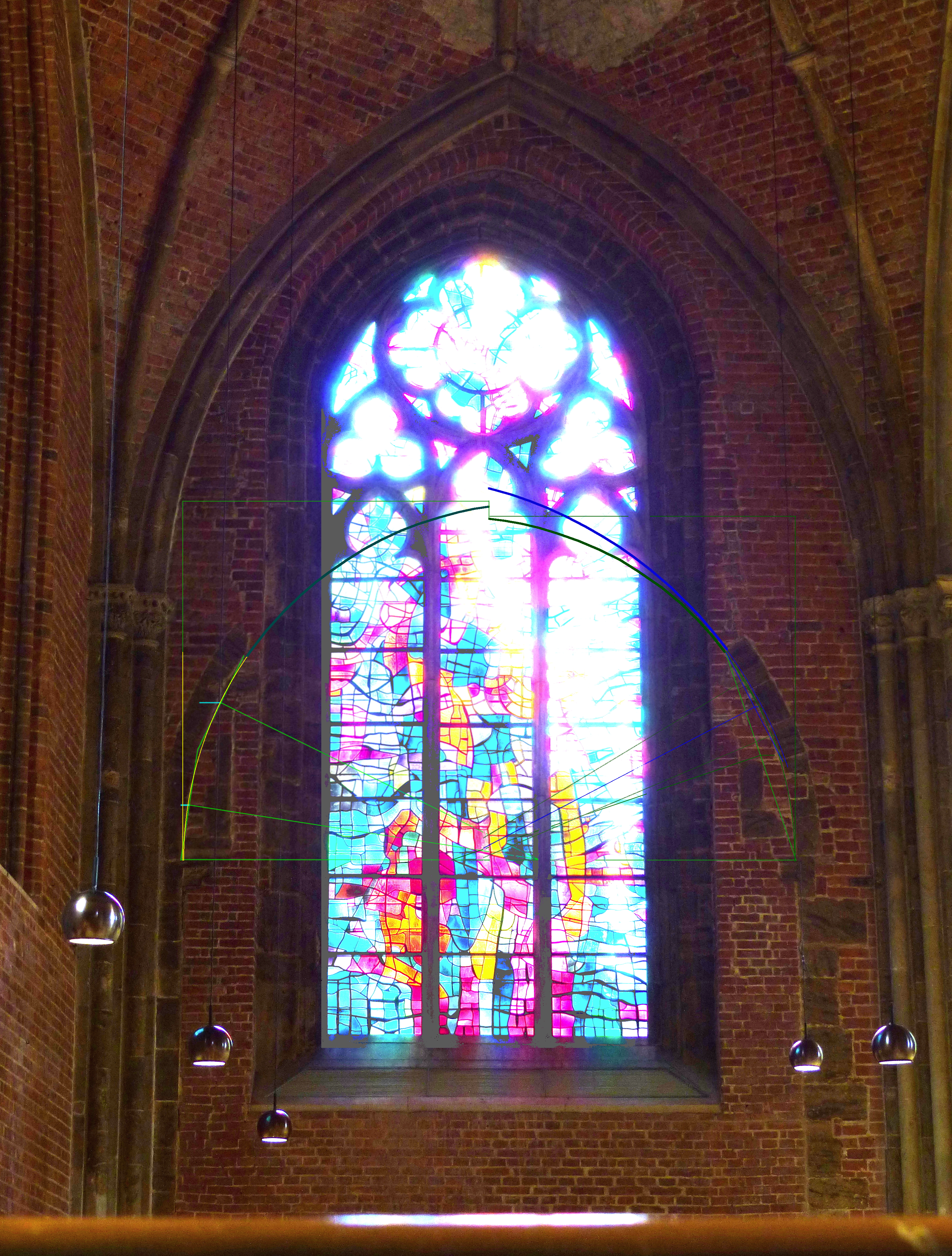
Ostwand des Nordschiffs mit eingezeichnetem Rekonstruktionsversuch des durch das gotische Fenster gestörten Sandsteinbogens
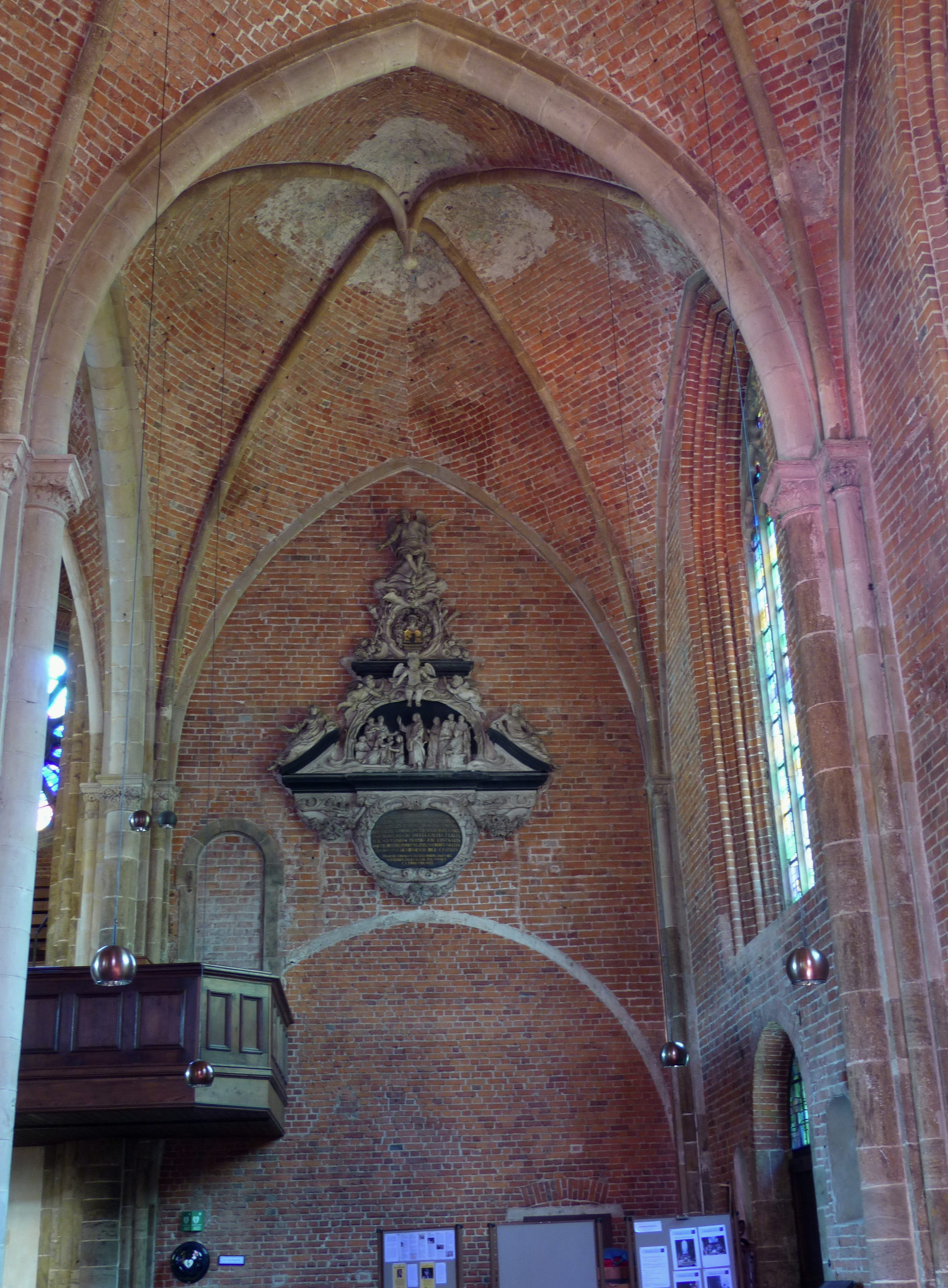
Nordwestjoch, einziges Eckjoch mit 4-teiligem Gewölbe; ehem. Pforte einer Treppe zum 1. Turmgeschoss stört frühere breite Erdgeschossöffnung
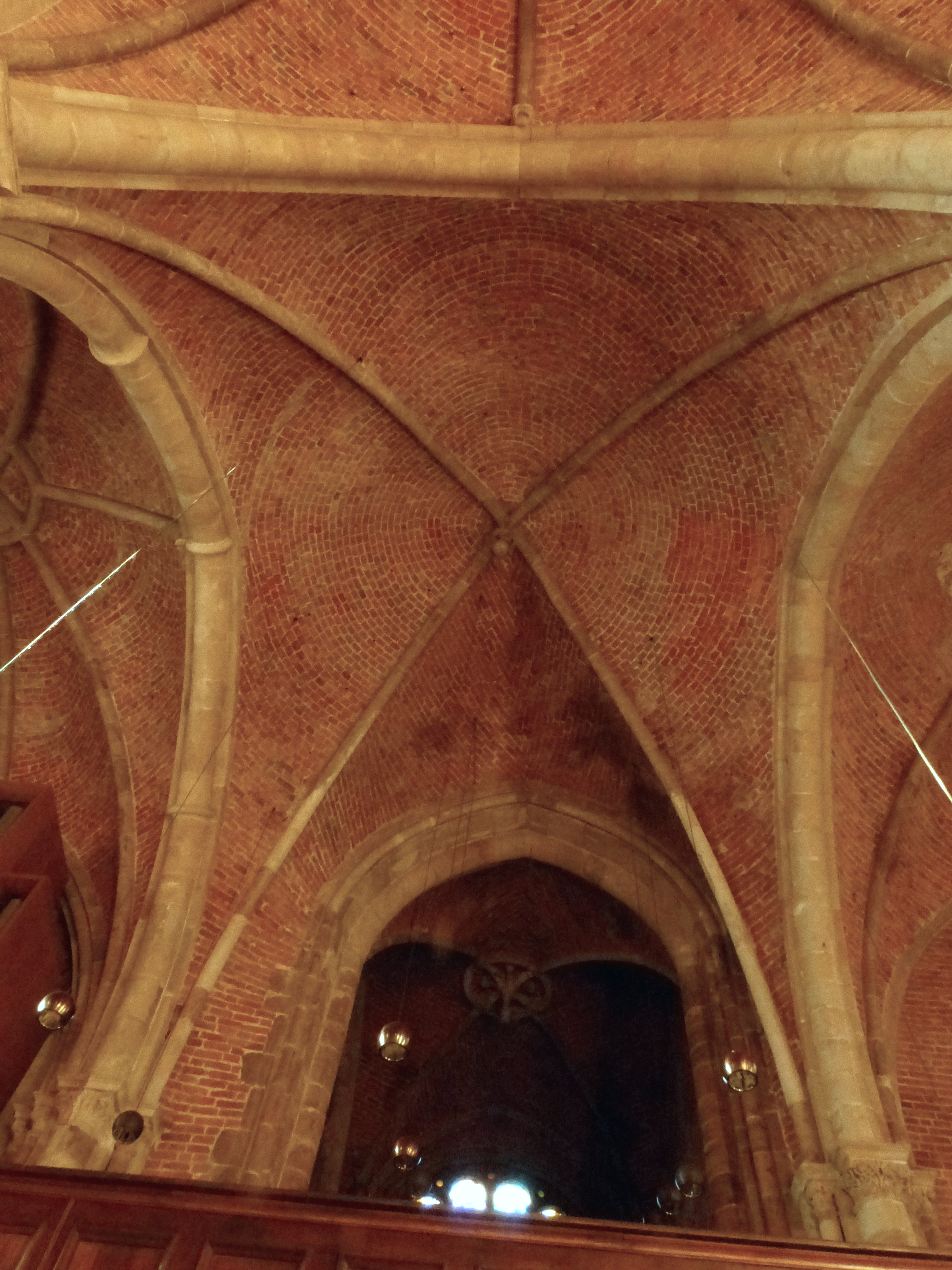
Mittleres Westjoch mit asymmetrischem Anschluss des vorderen Westjochs

### Seit der Reformation

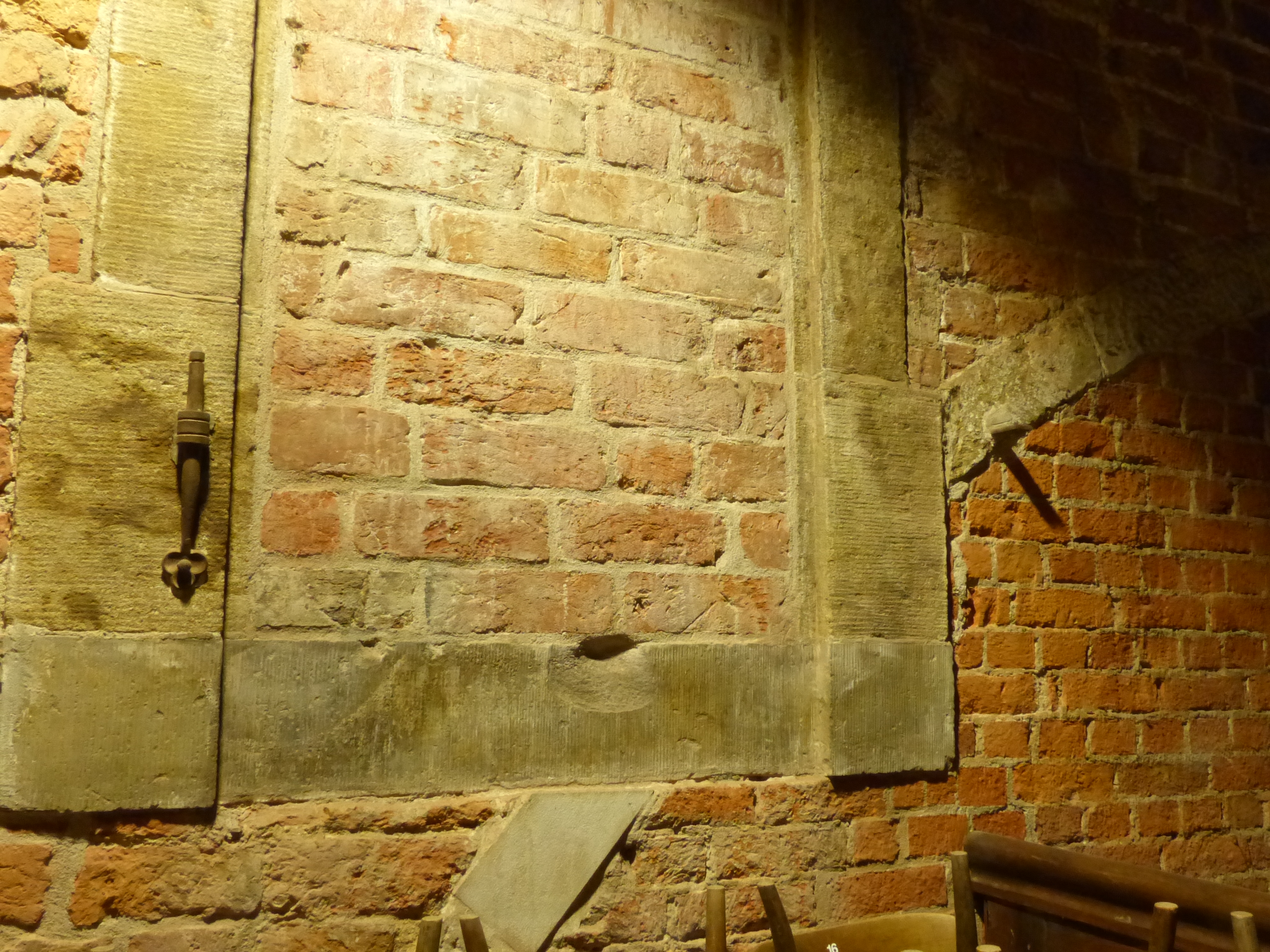
Details an linkem Rand und Unterseite der Treppenpforte deuten auf Umsetzung hierher in der Neuzeit.

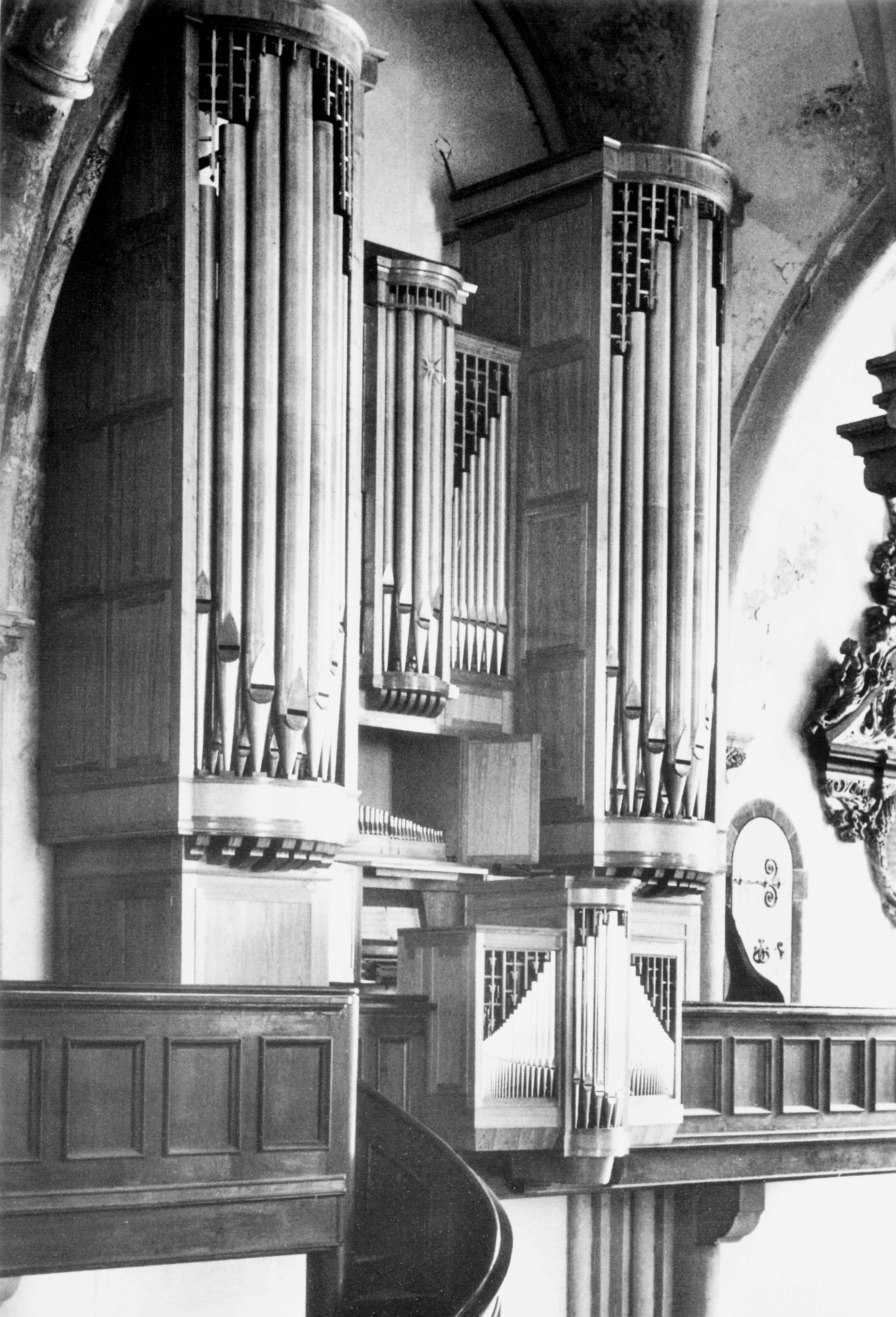
Mitte der 1950er: Orgel an der Trennwand zum vorderen Westjoch

### Ehemalige Nebengebäude

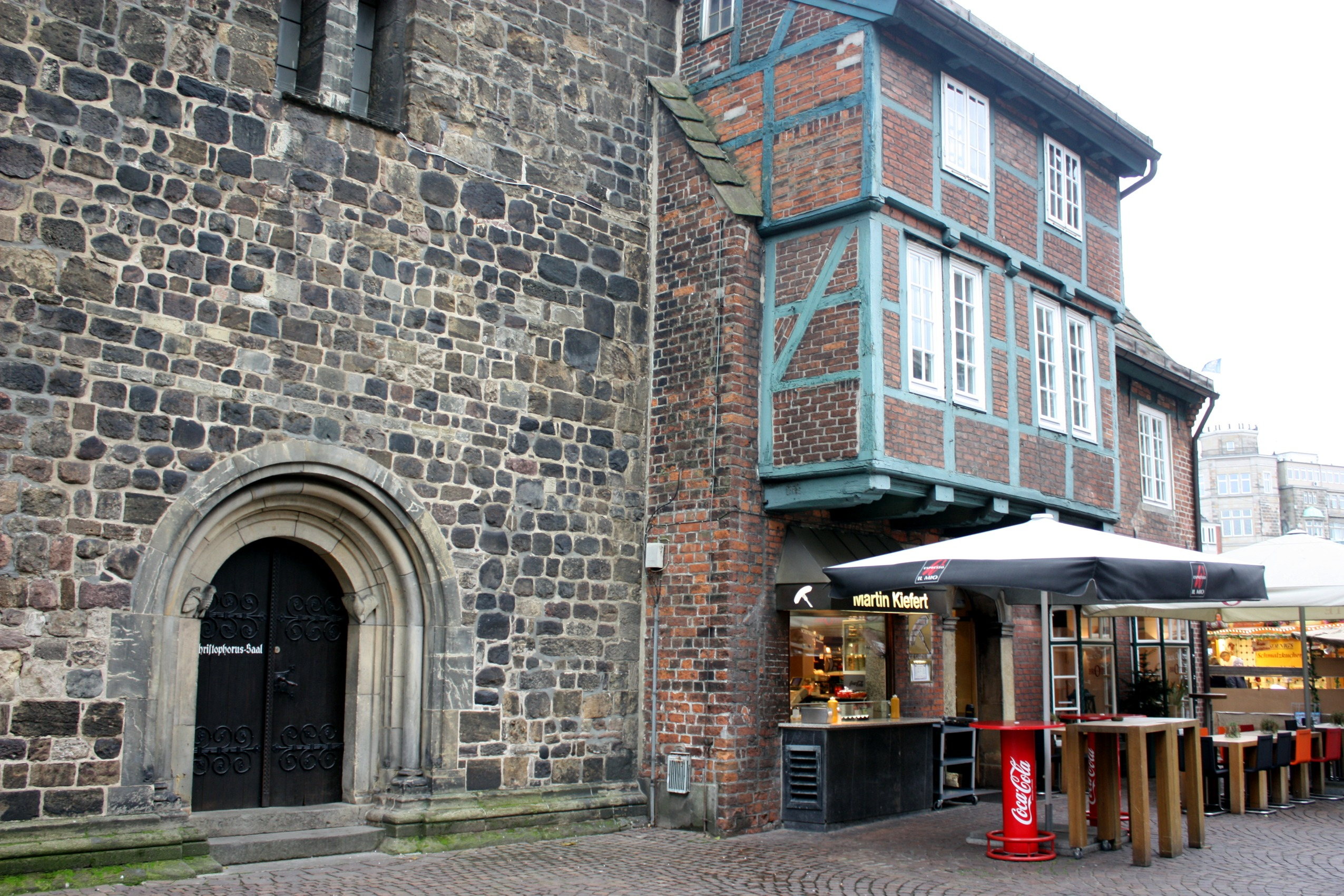
Verkleinerter alter Westeingang und ehem. Pastorenhaus
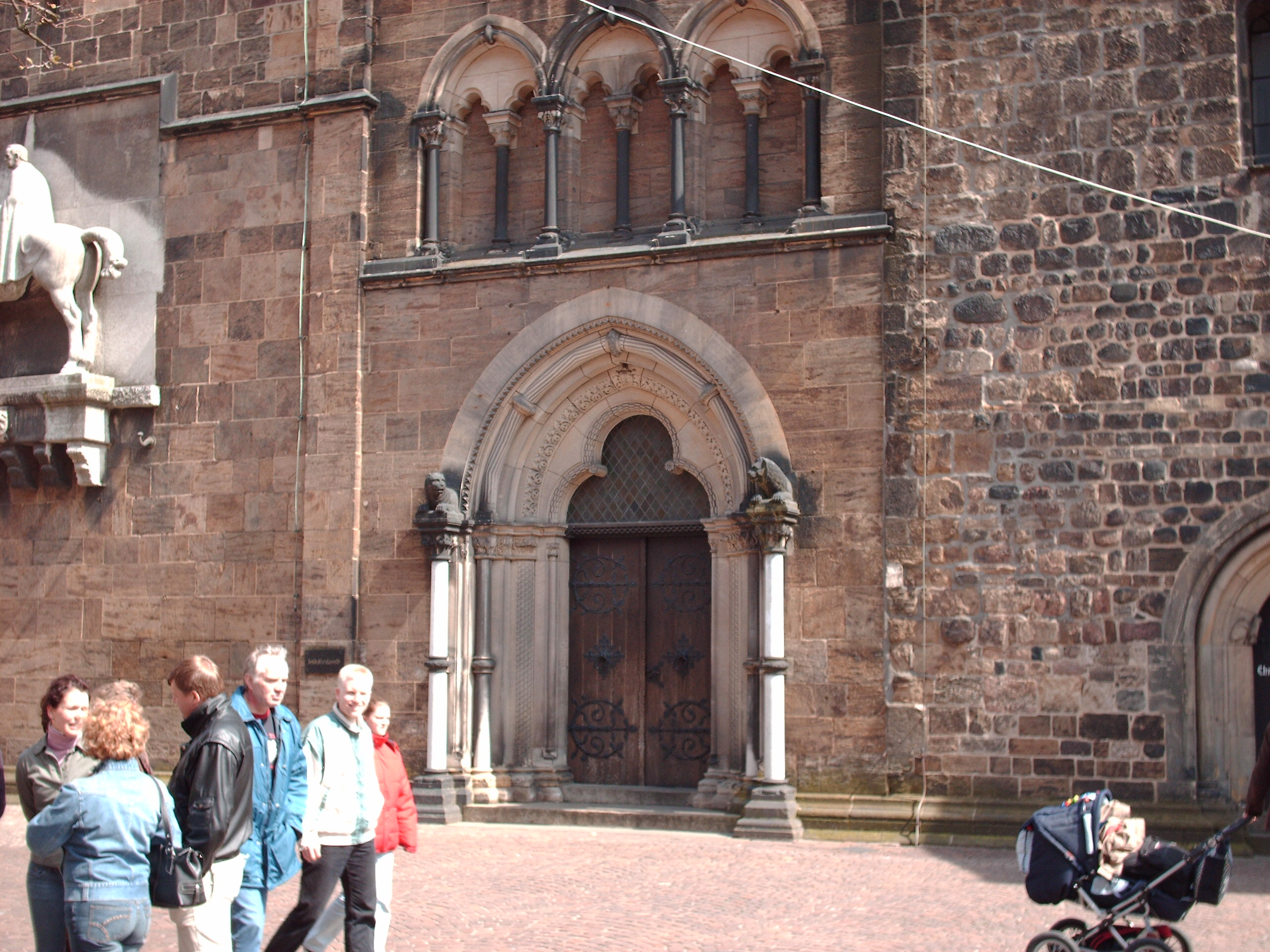
Neo-romanogotischer Haupteingang

### Eckdaten

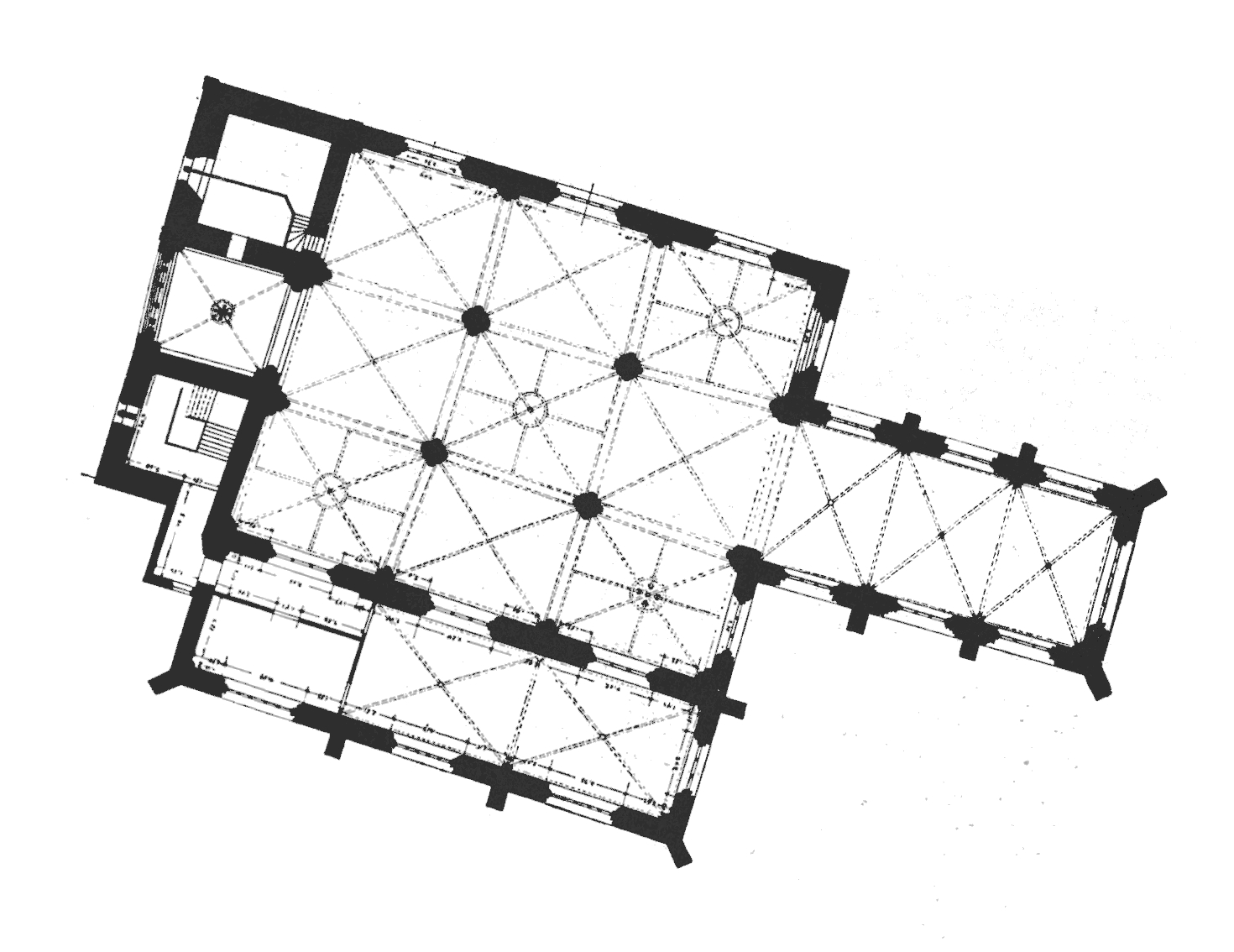
Grundriss, Heinrich Müller 1857, Maßeinträge an dessen Umbauten; Winkel nicht ganz korrekt, s. u.

### Außenmauern

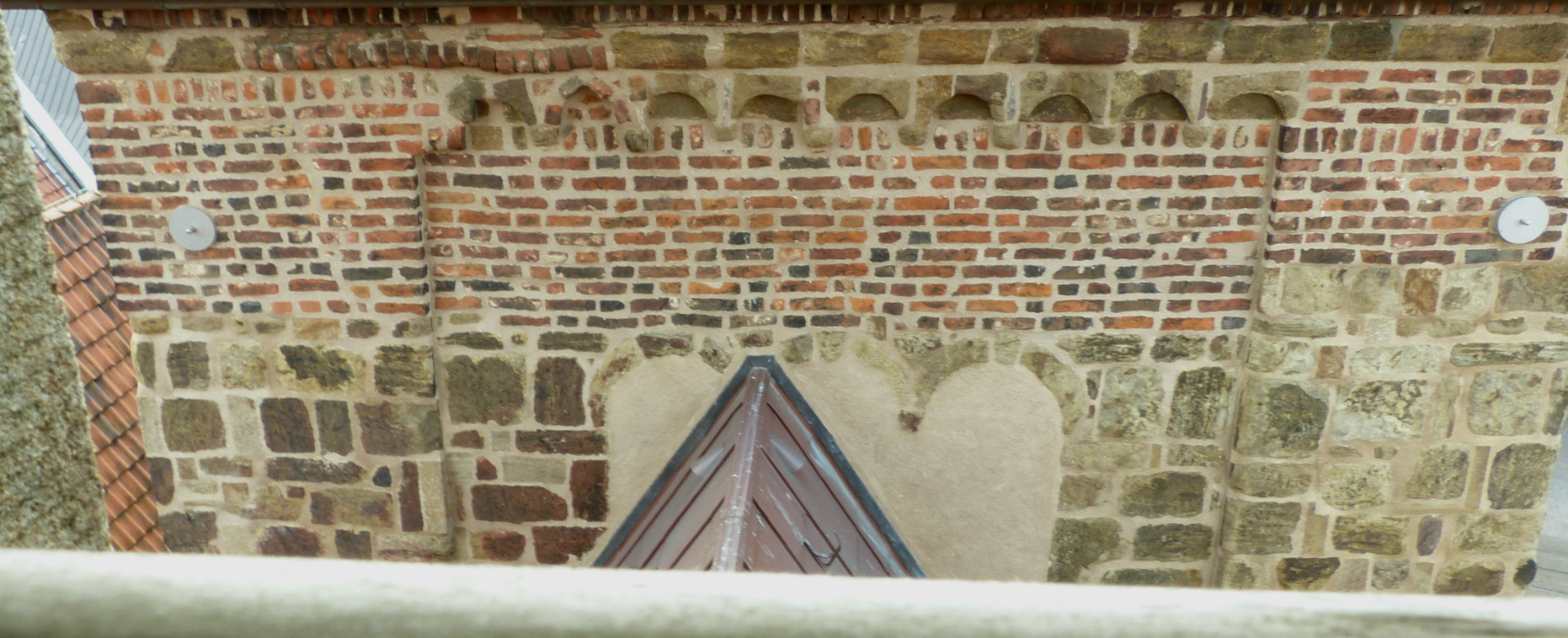
Nordseite des Südturms, mit Backstein repariert

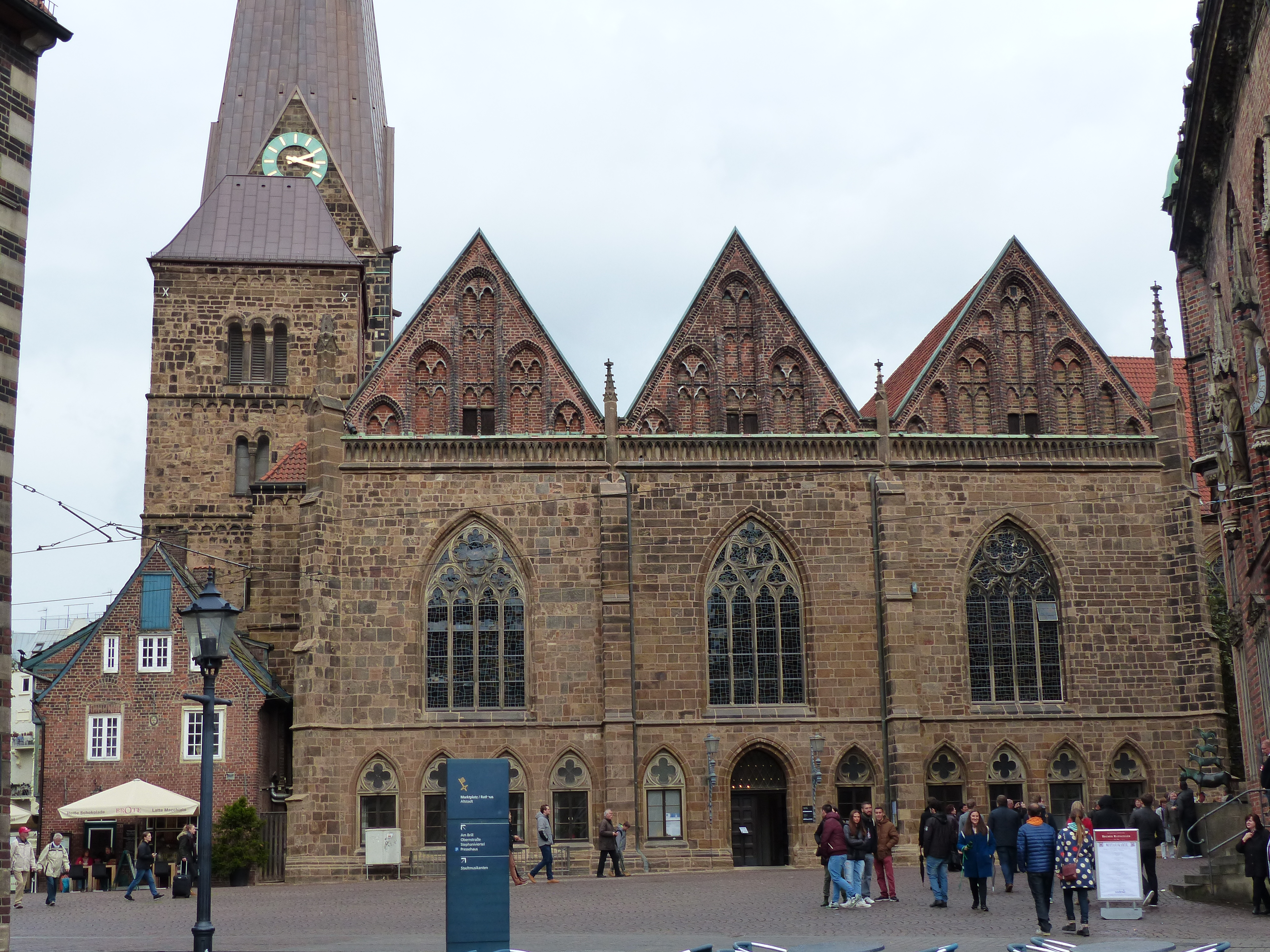
Südwestseite mit Schmuckgiebeln der Backsteingotik; Zwerggalerie, mittleres Fenster, sämtliche Maßwerke und kleine Erdgeschossfenster neugotisch

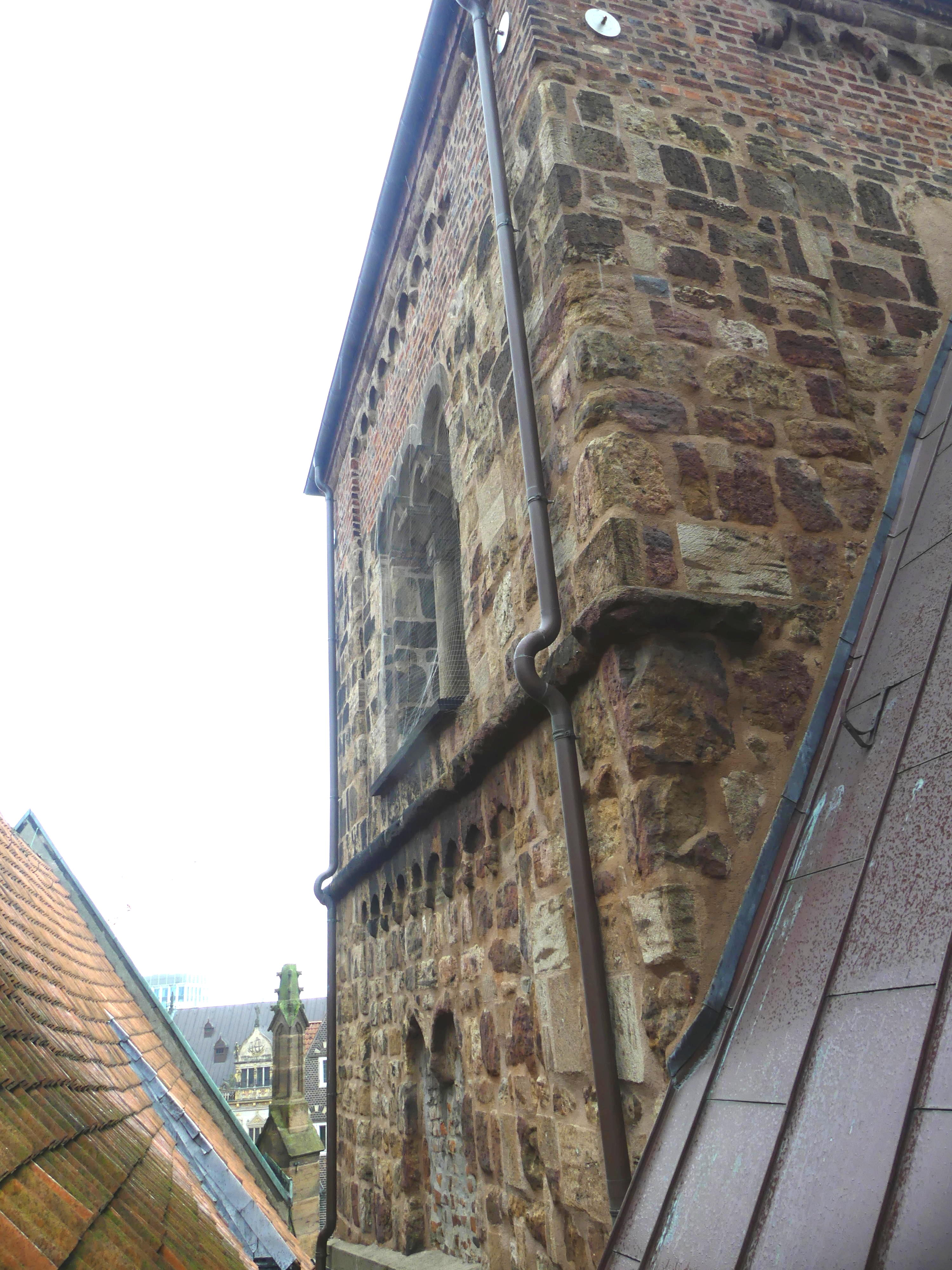
Ostseite des Südturms

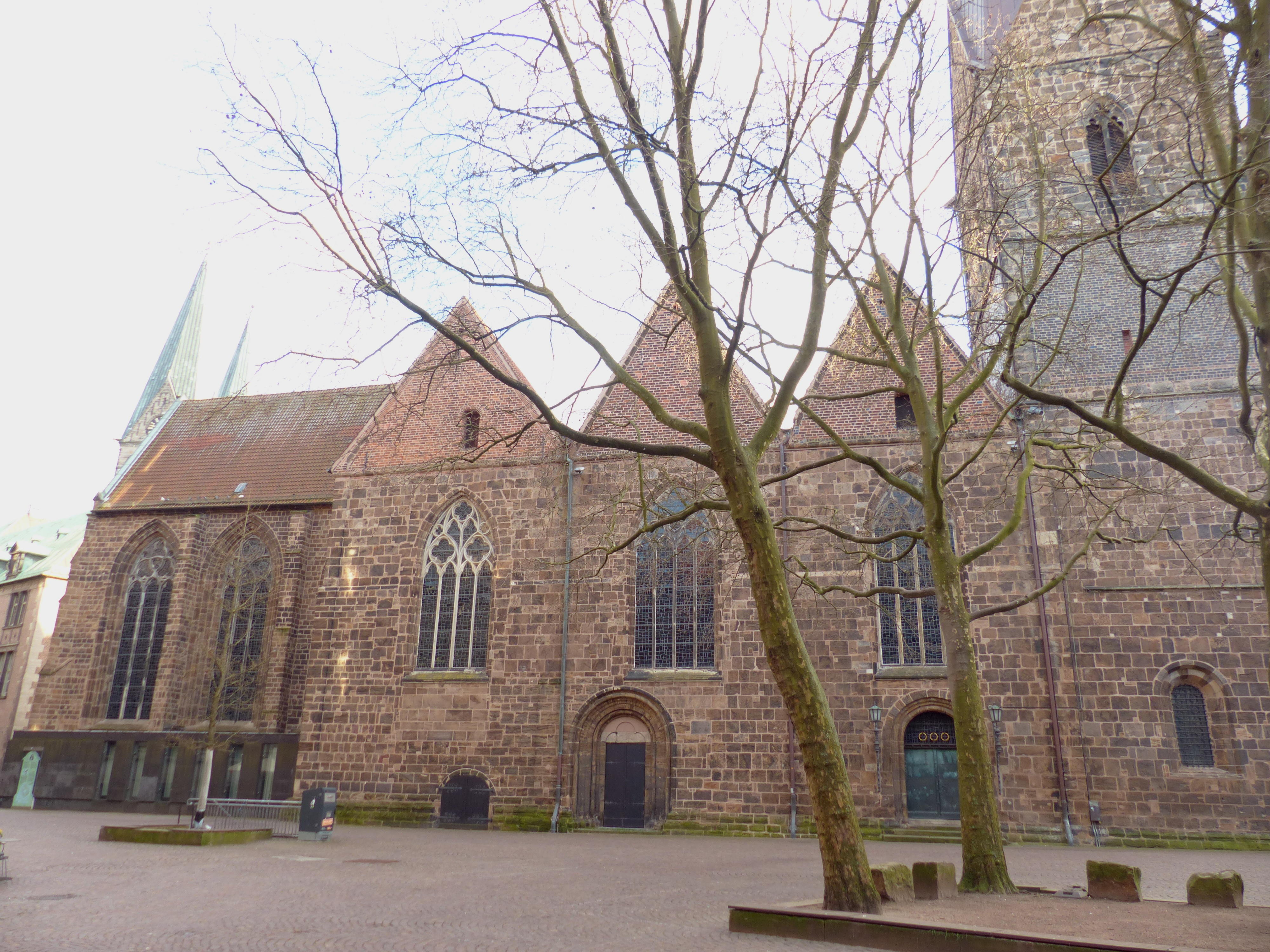
Nordostseite: romanische Bögen im Erdgeschoss, gotische Langhausfenster, schlichte Backsteingiebel

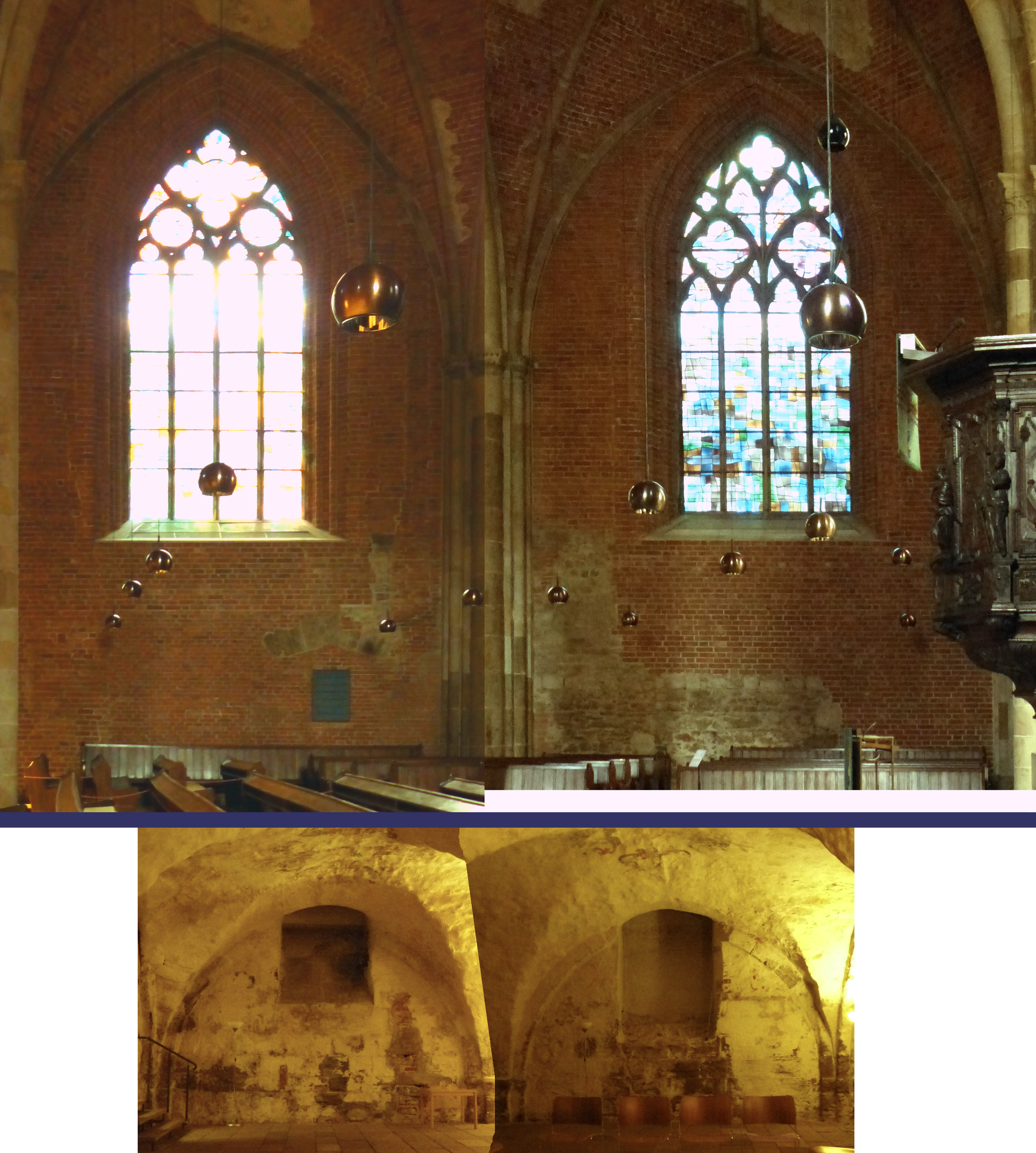
Fotogramme der Nordwände von Schiff und Beinkeller, positioniert anhand einer Bauaufnahme der BEK von 1992. Die Oberkante des violetten Balkens ist das Fußbodenniveau des Schiffs. Der Keller liegt hier etwas zu tief zwecks Darstellung seiner Gewölbe.
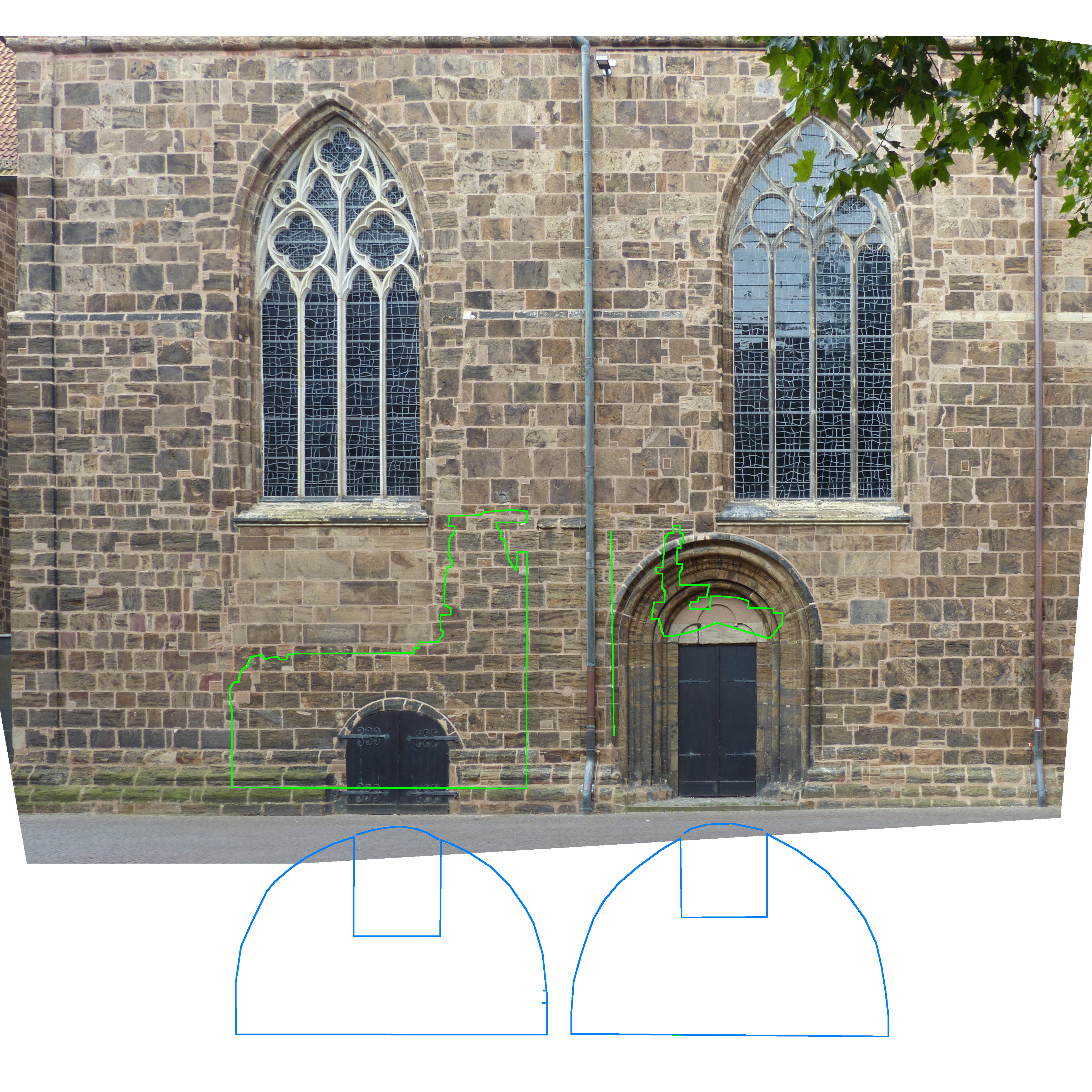
Außenseite der Nordwand über dem Beinkeller, grün eingezeichnet die Umrisse des Natursteinmauerwerks auf der Innenseite, blau die Schildbögen des Beinkellers

### Innenraum

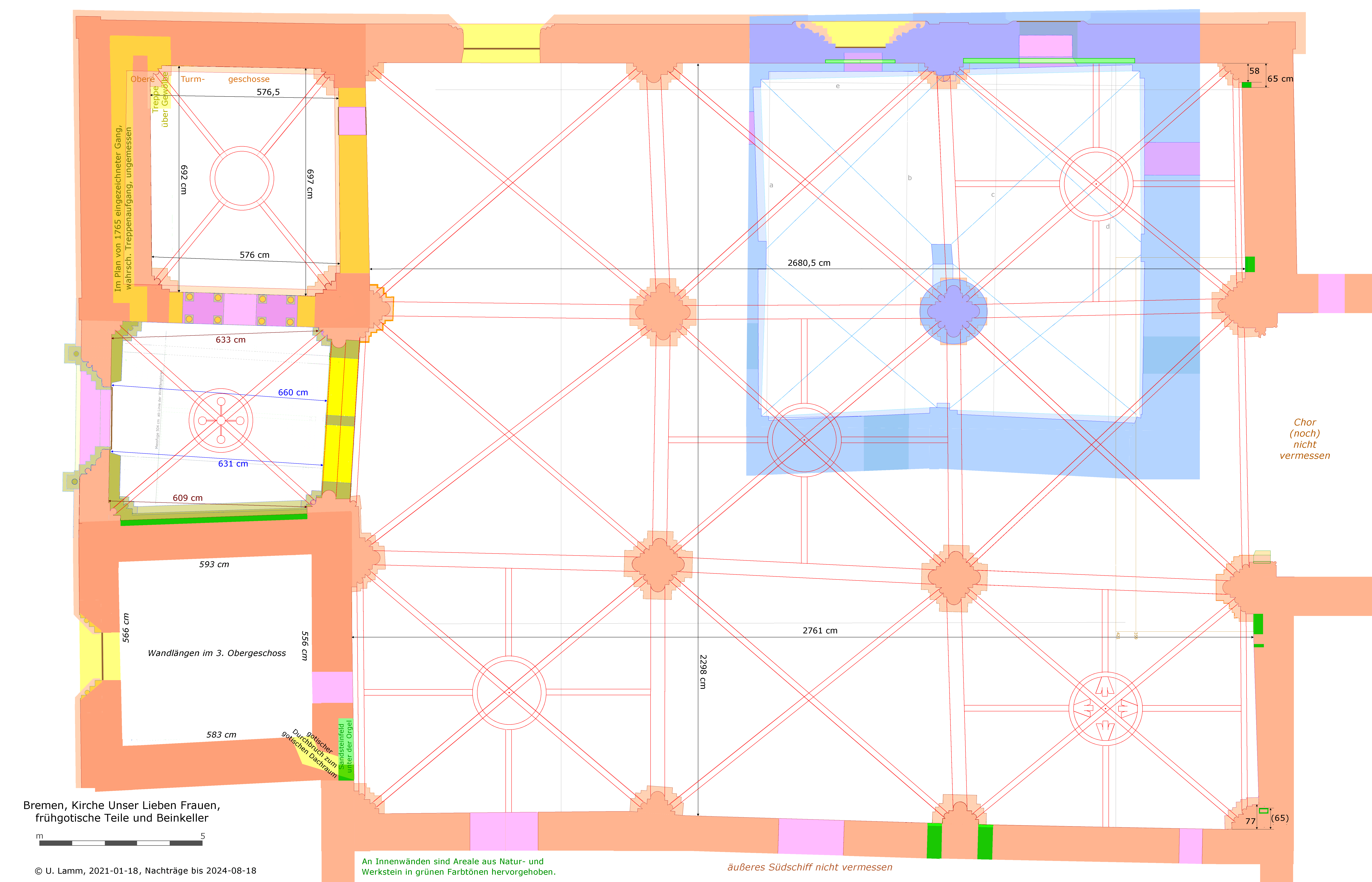
Heutige Grundrisse der frühgotischen Räume und des Beinkellers; reale Winkel, abgesehen vom Windfang im 13. Jh. wie heute

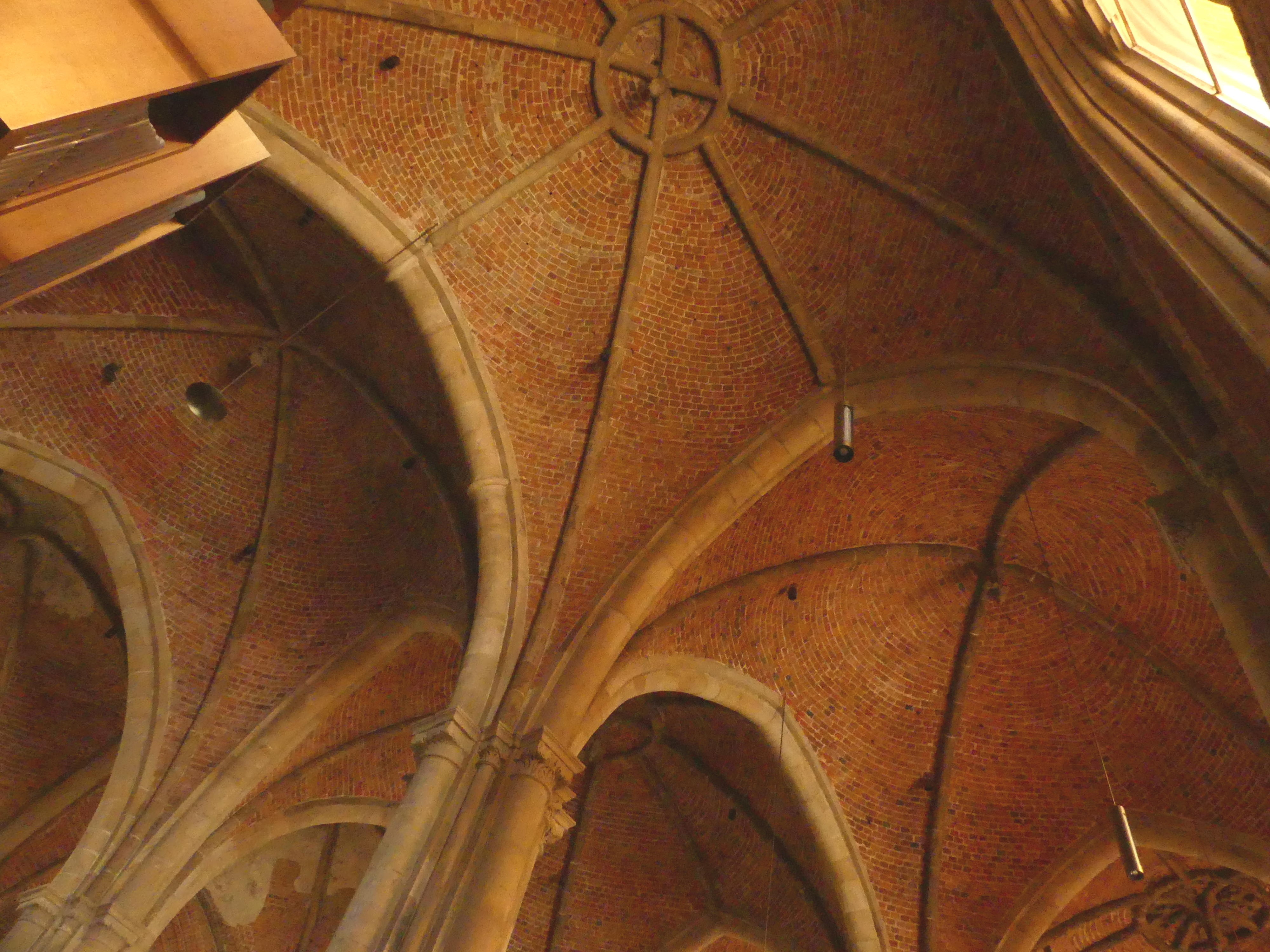
Oben Südwestjoch, „darunter“ halb verdeckt das gleichartige Zentraljoch, rechts unten das verzierte Südostjoch, ganz links das schlichte Nordwestjoch

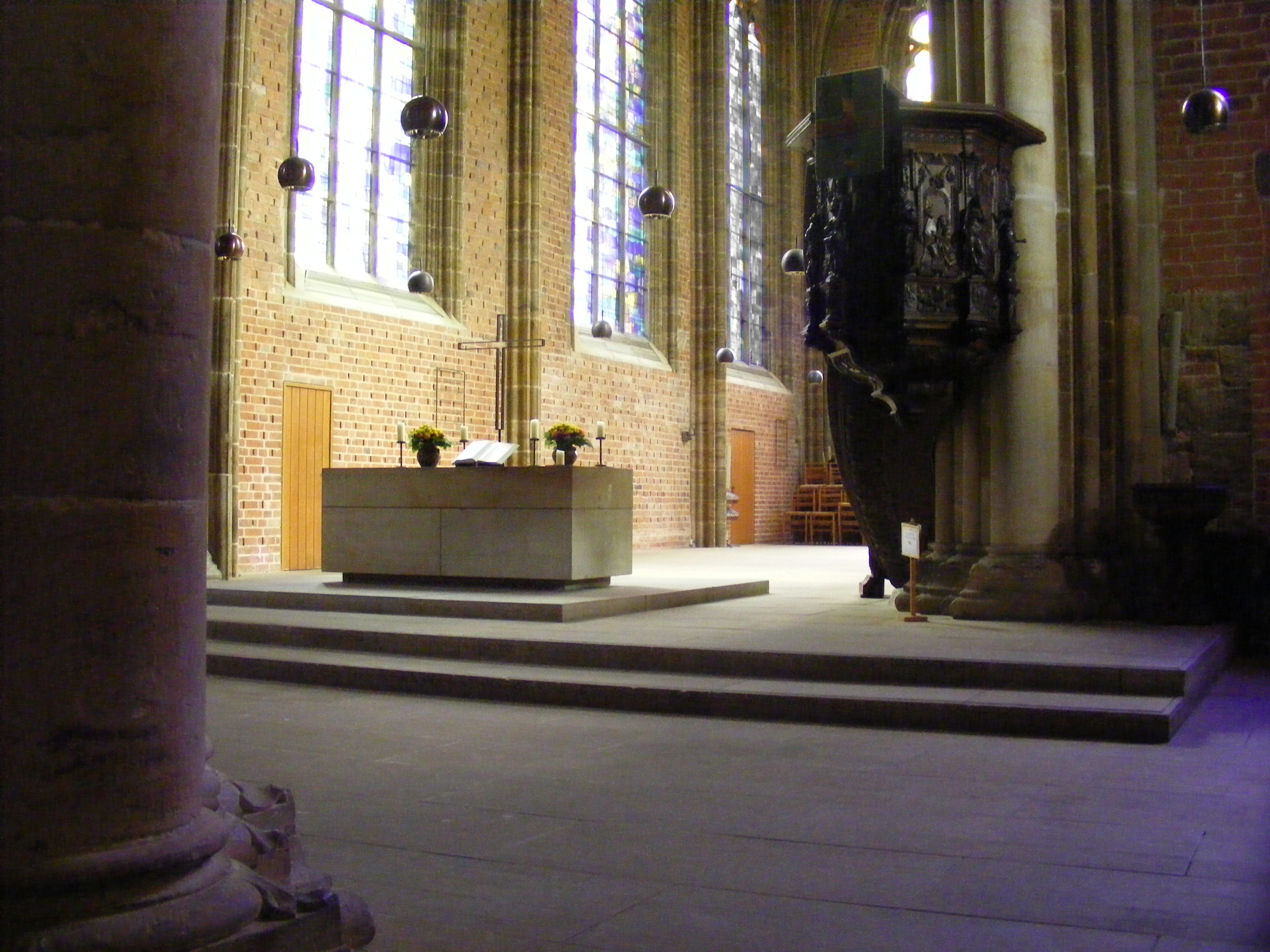
Chor, Altar und Kanzel, gesehen aus dem inneren rechten Seitenschiff

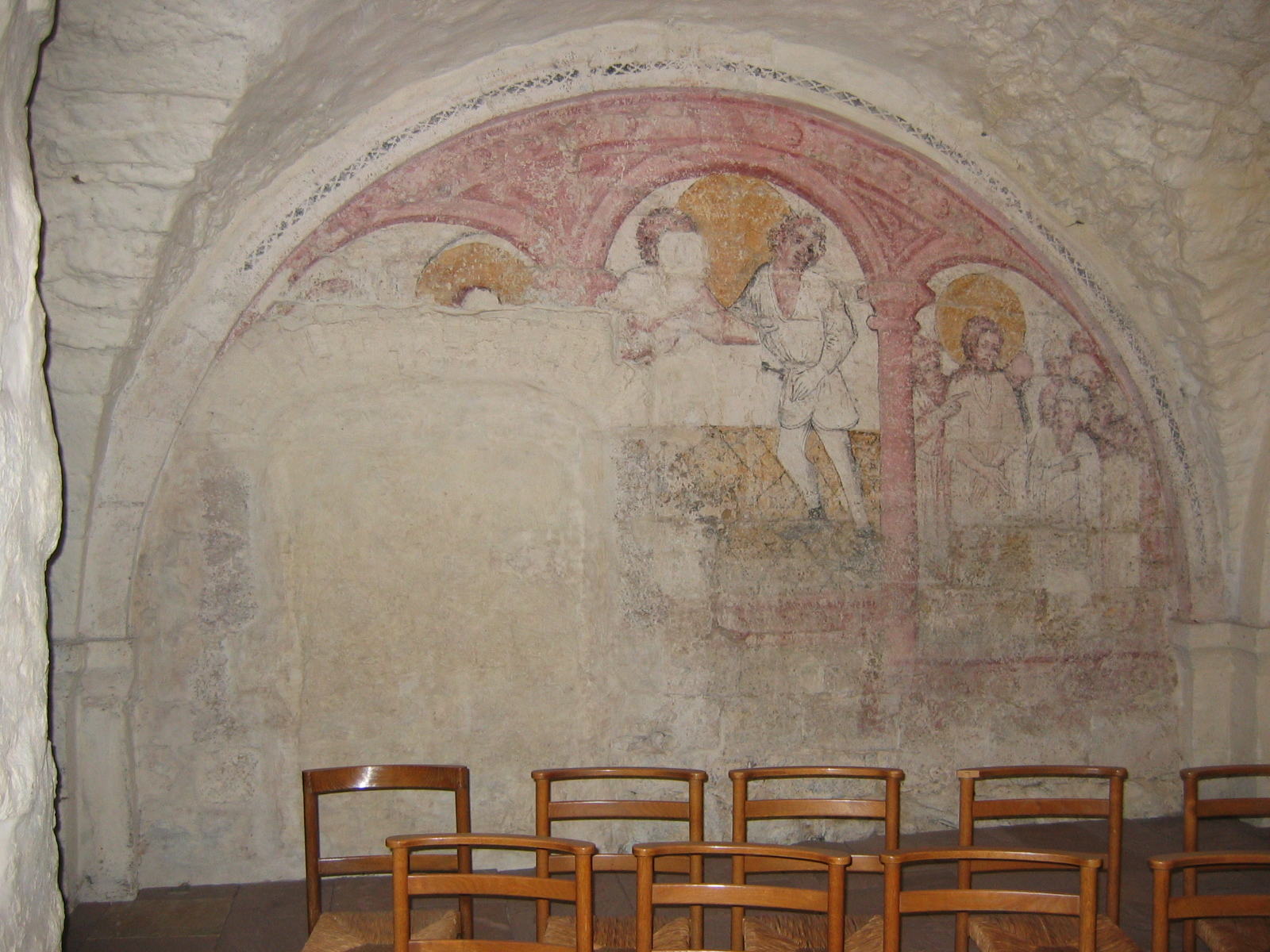
Fresco aus dem 15. Jh. in der als Beinkeller wohl im 12. Jh. errichteten St.-Veits-Kapelle